# Hectomare
Hectomare é uma comuna francesa na região administrativa da Normandia, no departamento de Eure. Estende-se por uma área de 2,05 km². Em 2010 a comuna tinha 224 habitantes (densidade: 109,3 hab./km²).